# Zahling (Gemeinde Eltendorf)
Zahling (ungarisch Újkörtvélyes, Kiskörtvélyes) ist ein österreichisches Dorf in der Gemeinde Eltendorf im Bezirk Jennersdorf im Südburgenland.

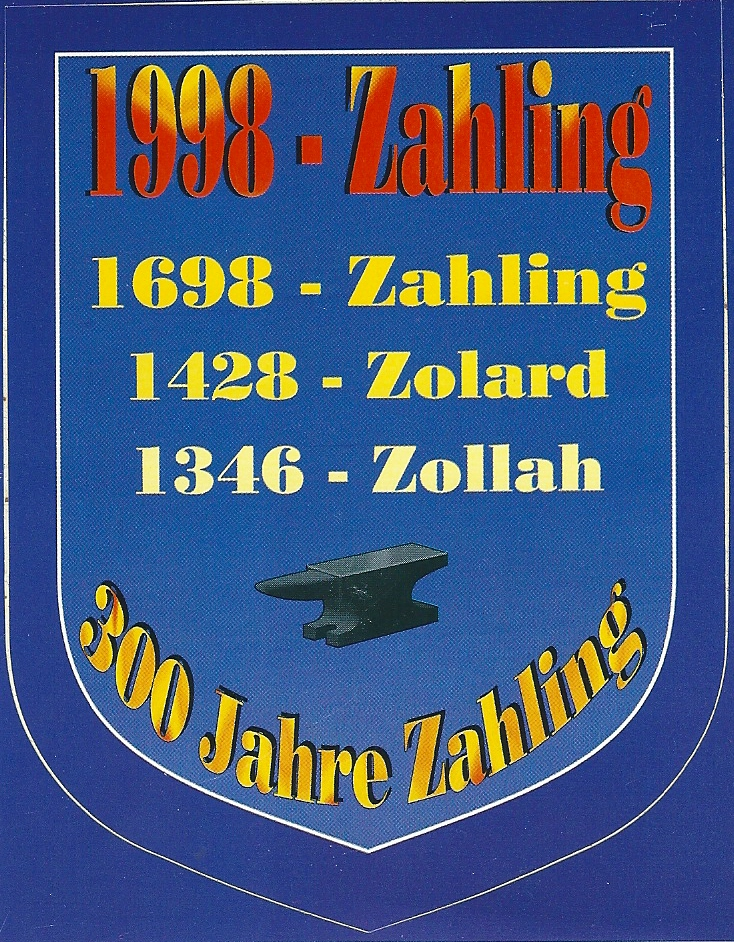
Wappen von Zahling

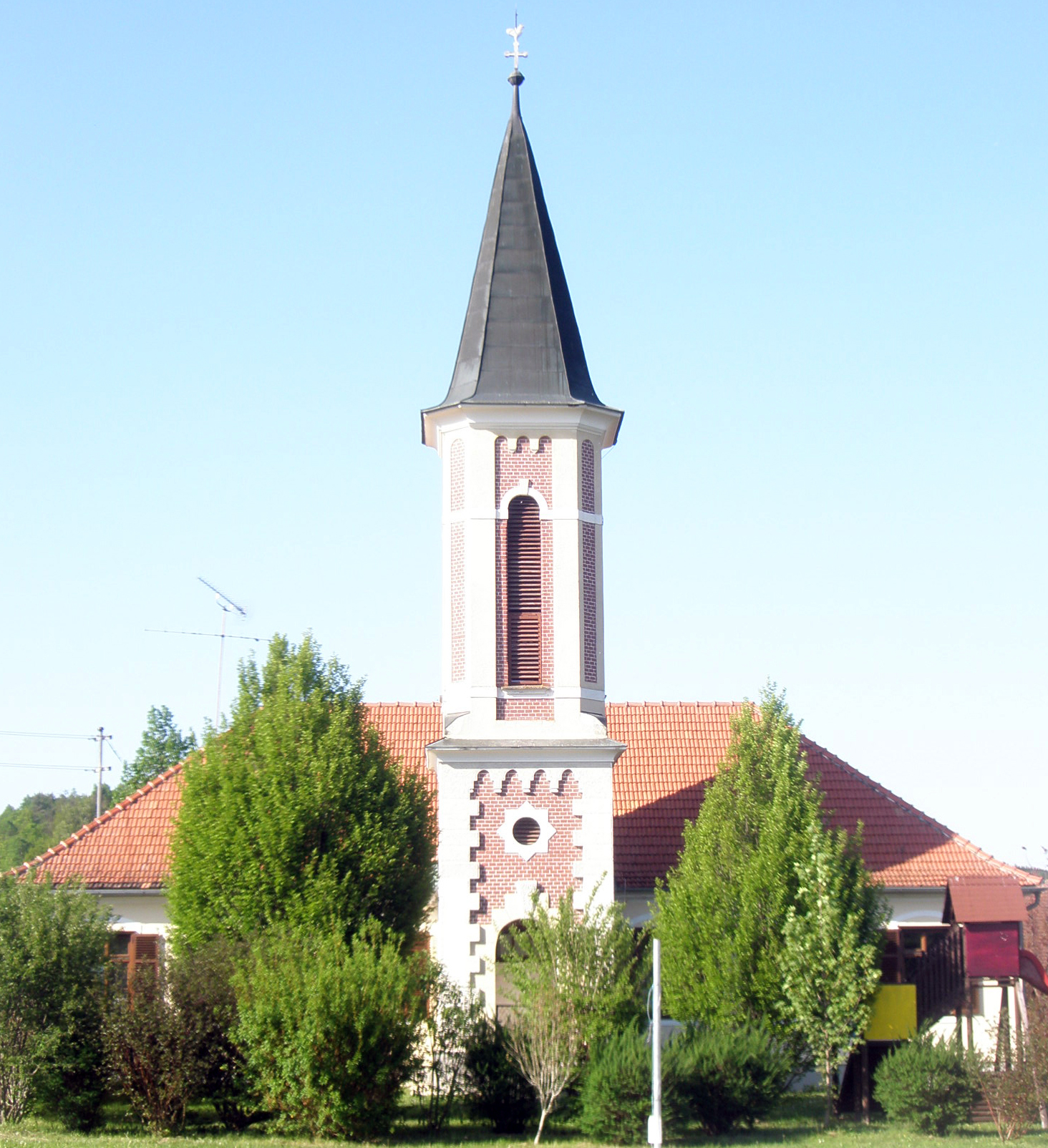
Evangelische Kirche, 2012

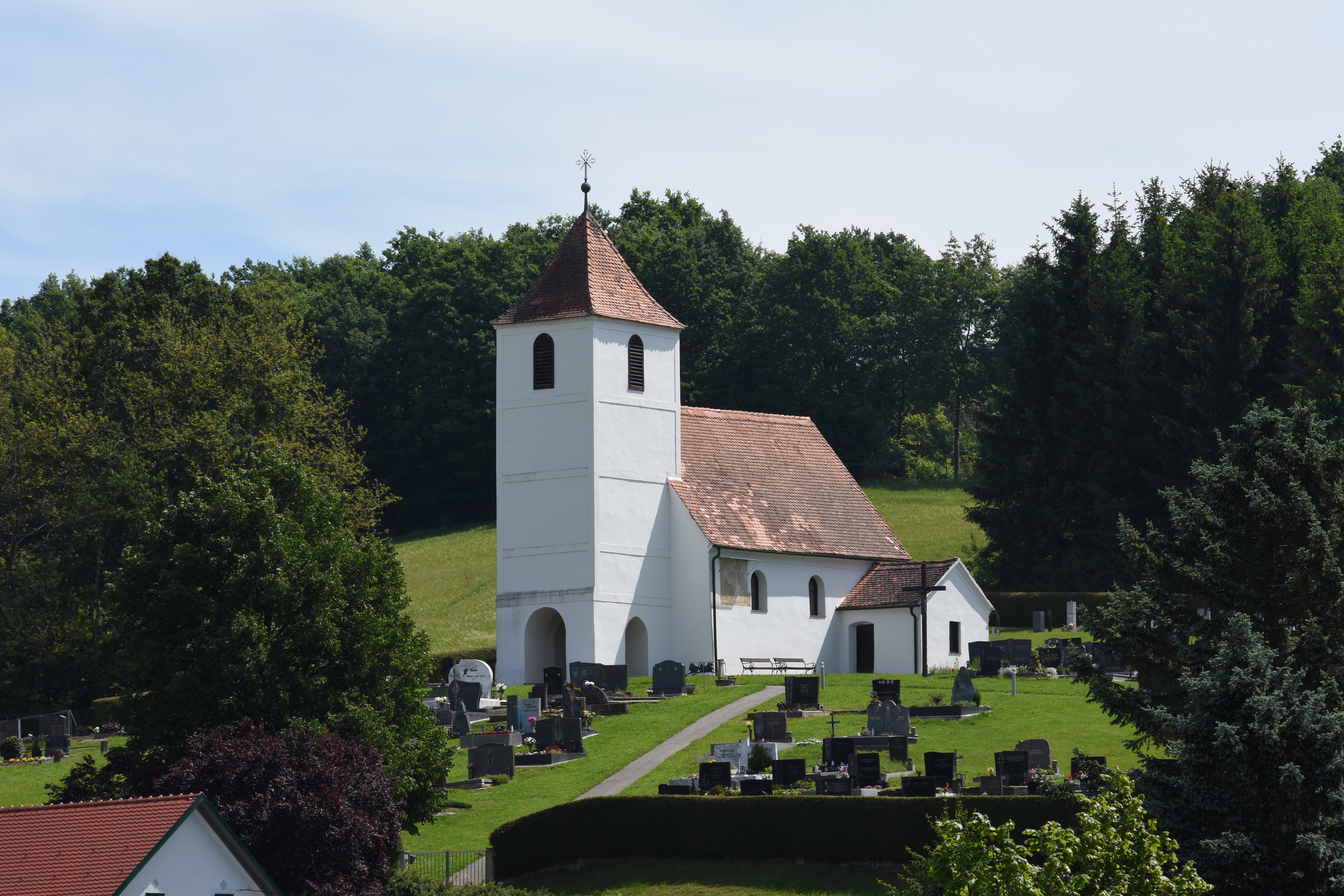
Römisch-katholische Kirche, 2016

## Geografie

### Geografische Lage
Zahling im Südburgenland liegt zwischen dem Lafnitztal im Süden und dem Zickental im Norden. Die Ortschaft hat eine Flächenausdehnung von 1068 Hektar und eine durchschnittliche Seehöhe von 300 m ü. A.
Zahling ist eine Streusiedlung. Neben dem Ortszentrum, das seiner Anlage nach ein Angerdorf ist, gibt es auf den Hügeln verstreut kleine Ansiedlungen, die für das südliche Burgenland typisch sind und auch als Berghäusersiedlungen bezeichnet werden.
Diese sind:
- Harberg im Westen
- Bobisberg im Norden
- Meisterberg im Nordosten
- Fidischgraben im Nordosten
- Käferberg im Osten

### Nachbargemeinden
Die Nachbargemeinden sind:
- Königsdorf
- Kukmirn
- Gerersdorf
- Neustift

## Geschichte

### Vorgeschichte
Trotz der bescheidenen Größe kann der Ort Zahling auf eine lange, bedeutungsvolle Vergangenheit zurückblicken. Uralte Funde in der unmittelbaren Umgebung von Zahling und im Dorfhotter selbst beweisen das hohe Besiedlungsalter von Zahling. Im Jahre 1951 wurde ein jungsteinzeitliches Lochbeil entdeckt, welches laut einem Befund des Bundesdenkmalamts aus der Zeit um 2500 bis 2000 v. Chr. (Neolithikum) stammt.

### Römerzeit
Zahling liegt an der alten römischen Verbindungsstraße von Celeia nach Sabaria und nach Carnuntum. Durch seine beherrschende Lage, der Nähe zur Römerstraße und mehreren Hinweisen in der Bauweise wurde der Turm der alten römisch-katholischen Kirche vermutlich als Römerturm verwendet. Aus dieser Zeit wurden etliche Römergräber entdeckt.

### Zeit der Ungarnkriege
Erwähnungen belegen, dass zur Zeiten der Awaren und Magyaren (um 1000 n. Chr.) Zahling (neben Güssing, Mogersdorf, Pinkafeld und Lutzmannsburg) als Stützpunkt diente. Nach der letzten großen Ungarnschlacht kehrte wieder Frieden in diesem Gebiet ein, so dass sich im 14. Jahrhundert wieder eine Ansiedlung entwickeln konnte.

### Erste urkundliche Erwähnung von Zahling
1346 ordnete der Ungarnkönig Ludwig I im Kukmirner Hotter eine Grenzberichtigung an. Nach diesen Aufzeichnungen (Jandrisevits, Band I, Seite 1346) wurden die Orte Zahling (als Zolal, aber auch Zolar) und auch Limbach (liba) erstmals urkundlich erwähnt.

### Die Zeit der Feudalherrschaft
Aus Aufzeichnungen die die Abgaben an den Feudalherren belegen, kann das rasche Wachstum der Ortschaft belegt werden. Im Jahre 1540 besaß Franz Batthyány im Gebiet von Zahling drei Gehöfte, welche durch 12 Sessionisten bewirtschaftet wurden. Im Jahre 1691 waren es dann bereits 50 Söllner und 19 Sessionisten.
Am 2. Oktober 1862 fand in Zahling eine kleine Revolte statt. Einige Bauern fühlten sich bei der Grundablöse von den Grundherren benachteiligt und setzten den Vizegespan des Komitates Vasvar, Andreas Schleim und den Vizestuhlrichter von Güssing, Karl Ratz fest. Der Aufstand wurde noch am selben Abend militärisch niedergeschlagen.

### Die Zeit des Ersten Weltkrieges
Im Jahre 1914, dem Ausbruch des Ersten Weltkriegs, wurden alle wehrfähigen Männer meist zu ungarischen Regimentern eingezogen. 16 Männer kehrten nicht mehr aus dem Krieg zurück.

### Der Anschluss des Burgenlands an Österreich
Laut der Friedensverträge von St. Germain und Trianon kam das Burgenland 1919 zu Österreich. 1921 wurde Zahling von einer Abteilung von 25 ungarischen Freischärlern besetzt. Die Großdeutschen mussten flüchten und ein halbes Jahr lang wurde die Bevölkerung von den Ungarn unterdrückt. Als im Oktober eine Abteilung der österreichischen Gendarmerie in Heiligenkreuz stationiert wurde, mussten die Freischärler aufgeben.

### Die Zeit des Zweiten Weltkrieges
1939 brach der Zweite Weltkrieg aus. Dieser Krieg brachte für die Bevölkerung größere Not als der Erste Weltkrieg. Fast in jeder Familie waren Opfer zu beklagen und viele Männer kamen als Verwundete zurück. Mehr als 30 Männern kostete der Krieg das Leben, etliche blieben vermisst.
Am 11. April 1945 kam eine erste Vorhut der Russen nach Zahling.

### Die Jahre des Wiederaufbaus bis zur Gegenwart
Zu den wichtigsten Aufgaben beim Wiederaufbau gehörte die Verbesserung der Infrastruktur. 1956/1957 wurde der erste Güterweg ausgebaut. Im September 1951 wurde in Zahling der elektrische Strom eingeleitet. Durch Regulierungen wurden viele Hektar sumpfiger Wiesen in fruchtbares Ackerland umgewandelt. Im Jahr 1971, dem Zeitpunkt der Gemeindezusammenlegungen im Burgenland, wurde Zahling ein Teil der Gemeinde Eltendorf. In den Jahren 1981 und 1982 errichtete die Gemeinde eine Aufbahrungshalle. Die Tennisanlage wurde im Jahre 1980 errichtet.
1998 wurde ein mehrtägiges Fest von der Vereinsgemeinschaft Zahling (Freizeitverein, Freiwillige Feuerwehr, ÖKB, Verschönerungsverein und Tennisclub) veranstaltet, um 300 Jahre Zahling zu würdigen. Im Rahmen eines Festakts fand auch ein Klassentreffen der Jahrgänge 1906/1907 bis 1982/1983 statt. Außerdem wurde eine Chronik („Zahling – Von den Anfängen bis in die Gegenwart“) aufgelegt.

### Die Entstehung des heutigen Ortsnamens
Der Ortsname in der Originalurkunde des Landesarchivs Budapest wird in folgender Weise beschrieben:
| Jahr | Ortsname  |
| ---- | --------- |
| 1346 | Zollar(d) |
| 1428 | Zolard    |
| 1524 | Csalar    |
| 1550 | Chalar    |
| 1599 | Chylarlar |
| 1622 | Chaling   |
| 1698 | Czalingh  |
| 1698 | Zahling   |

Der Begriff Solar ist vom slawischen Wort Solar(i) – also „Salzbeamte“ – abzuleiten.

### Die Entwicklung des Schulwesens
Im Zuge der Theresianischen Schulreform durch Probst Johann Ignaz Felbinger kam es auch in Zahling 1779 zur Gründung einer Schule, welche von der katholischen Pfarrgemeinde eingerichtet und geführt wurde. 1853 wurde dann die evangelische Schule erbaut. Nach dem Anschluss an Deutschland im Jahre 1938 hörten die konfessionellen Schulen auf zu bestehen. Seit dieser Zeit gab es in Zahling nur eine allgemeine öffentliche Volksschule. Mit Ende des Schuljahres 1982/1983 wurde die Volksschule von Zahling geschlossen. Seit dem Schuljahr 1983/1984 besuchen die Zahlinger Schüler die Volksschule in Eltendorf.

### Die Evangelische Kultusgemeinde
Der erste evangelische Geistliche von Zahling war Philipp Szekol, der von 1618 bis 1624 wirkte. 1650 wurde der damalige Geistliche Johann Petrascheck, unter Androhung einer Strafe entlassen. Seit dieser Zeit wohnte kein evangelischer Geistlicher mehr in Zahling. 1783 wurde Zahling dann eine Tochtergemeinde von Kukmirn. Im Sturm des Revolutionsjahres 1848/1849 wurde Pfarrer Gottlieb August Wimmer bei einer Zahlinger Familie versteckt. Als nach Wimmer gefahndet wurde, wurde er in einem Weinfass nach Oberschützen gebracht. Dieses Fass befindet sich derzeit im Diözesanmuseum in Stoob. Um 1900 wurde zwar ein evangelisches Bethaus in Zahling erbaut, doch schlossen sich die Zahlinger Evangelischen 1936 der Pfarrkirche Eltendorf an, der sie auch jetzt noch angehören.

### Die römisch-katholische Kultusgemeinde
Man nimmt an, dass die alte romanische Kirche in Zahling, die vor etwa 700 Jahren erbaut wurde, die Urpfarre des Lafnitztales gewesen ist. Auffallend ist der gedrungene, viereckige Westturm. Er hat die typisch römische Wachturmgestalt. Auch zwei Schießscharten, die es bis zur Renovierung nach dem Zweiten Weltkrieg gab, deuten auf eine frühere militärische Nutzung hin. Aus dem Jahre 1404 ist weiters eine alte Glocke nennenswert. Laut Chronik hat 1605 der letzte katholische Pfarrer Zahling verlassen. Bis 1921 gehörte die Pfarre zu Steinamanger, dem Bischofssitz des südwestlichen Ungarn. Im Jahre 1958 wurde die historische Kirche generalsaniert. Im Jahr 2007 folgte die Freilegung von romanischen Fresken aus der 1. Hälfte des 14. Jahrhunderts in der Apsis. Die Filialkirche ist dem Hl. Laurentius gewidmet. Aktuell sind Zahling und Eltendorf Filialgemeinden der Pfarre Königsdorf.

### Bevölkerung
Die Entwicklung der Bevölkerung in Zahlen
| Jahr | Einwohner |
| 1643 | 153       |
| 1648 | 89 (Pest) |
| 1666 | 166       |
| 1691 | 297       |
| 1779 | 611       |
| 1787 | 608       |
| 1804 | 652       |
| 1812 | 610       |
| 1844 | 648       |
| 1852 | 694       |

| Jahr | Einwohner                    |
| ---- | ---------------------------- |
| 1857 | 646                          |
| 1880 | 931                          |
| 1890 | 1001                         |
| 1900 | 871 (1. Ab- u. Auswanderung) |
| 1910 | 876                          |
| 1920 | 803 (Erster Weltkrieg)       |
| 1923 | 751 (2. Ab- u. Auswanderung) |
| 1946 | 648 (Zweiter Weltkrieg)      |
| 1981 | 448                          |
| 1991 | 433                          |

## Politik

### Wappen
Im Rahmen der 300-Jahr-Feier wurde ein Wappen für Zahling entworfen. Der Amboss im Wappen deutet auf die Legende hin, dass Zahling einmal eine kleine Stadt mit 40 Schmieden und 2 Kirchen war. Diese Stadtlegende wurde durch den Fund eines Prangers genährt. Für die Untermauerung dieser Theorie fehlen jedoch weitere Beweise.

### Partnergemeinde
Seit 1987 besteht eine Partnerschaft mit Zahling in Bayern, Deutschland.

## Vereinswesen
In Zahling gibt/gab es folgende Vereine
| Verein                                                    | Bestehen            |
| --------------------------------------------------------- | ------------------- |
| Freiwillige Feuerwehr                                     | Offiziell seit 1926 |
| Österreichischer Kameradschaftsbund – Ortsverband Zahling | 1904                |
| Tennisclub                                                | 1980                |
| Freizeitverein                                            | Offiziell seit 1992 |
| Fremdenverkehrs- und Verschönerungsverein                 | 1983                |
| Feitlclub                                                 | 1985–1994           |
| Landjugendgruppe                                          | 1968–1980           |
| Jagdgesellschaft                                          | 1965                |
| Wassergenossenschaft                                      | 1958                |
| Sparverein                                                | 1960–1994           |
| Männergesangsverein                                       | 1950–1961           |

## Persönlichkeiten
- Julius Nikles (1924–2013), Landwirt und Politiker
- Rudolf Muhr (* 1950), Germanist
- Jakob Ernst (* 1998), Basketballprofi